# مهدی عبدی
مهدی عبدی قرا (زادهٔ ۹ آذر ۱۳۷۷ در قائم‌شهر) بازیکن فوتبال اهل ایران است که در پست مهاجم برای باشگاه فوتبال ملوان بندر انزلی در لیگ برتر خلیج فارس بازی می‌کند.
وی تنها بازیکنی است که برای پرسپولیس در فینال لیگ قهرمانان آسیا گلزنی کرده و همچنان جوان‌ترین گلزن پرسپولیس در این رقابت‌ها می‌باشد.

## زندگی شخصی و دوران آغازین
مهدی عبدی در ۹ آذر ۱۳۷۷ در روستای قراخیل در شهرستان قائمشهر، استان مازندران متولد شد. وی در فصل ۱۳۹۷ با ۲۴ گل آقای گل مسابقات امیدهای تهران شد. وی ۱۴ پاس گل هم در کارنامه دارد.

## دوران باشگاهی

### پرسپولیس تهران
مهدی عبدی در شهرآورد نود و یک تهران در برابر تیم استقلال، که نخستین بازی رسمی‌اش نیز بود، در نخستین دقیقه حضور در میدان مسابقه و با نخستین لمس توپ، برای تیم پرسپولیس گل زد که در رسانه‌ها به عنوان یک رکورد شناخته شده‌است. او یکی از جوانترین گلزنان دربی است و در دربی ۹۴ نیز گل مساوی را برای تیمش زد.

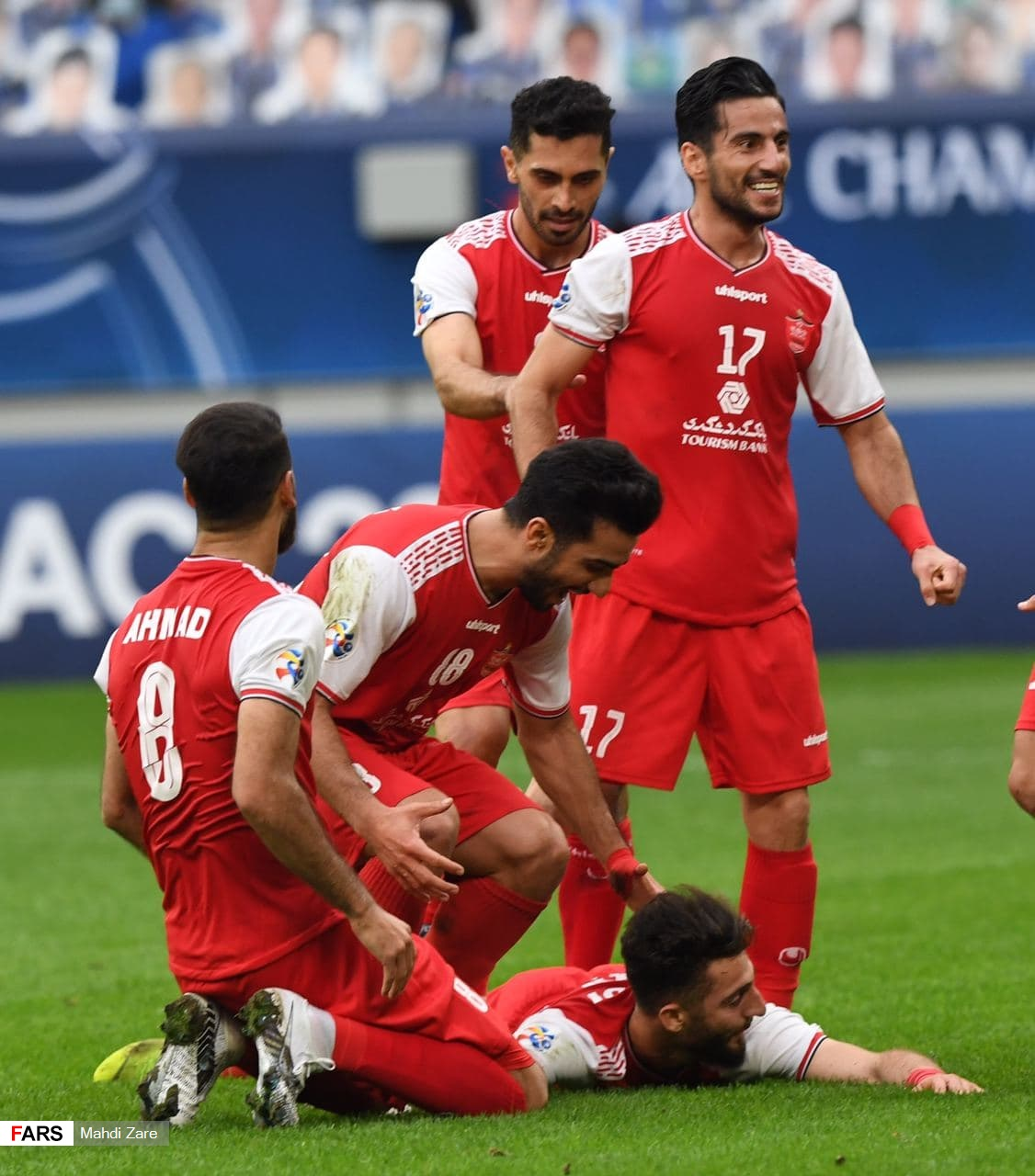
عبدی پس از گلزنی در فینال لیگ قهرمانان آسیا ۲۰۲۰

وی دومین و سومین گل خود را در بازی پرسپولیس برابر پیکان در هفته ۲۲ لیگ برتر زد. وی چهارمین گل خود را در بازی مقابل نفت مسجد سلیمان در هفته ۲۶ لیگ نوزدهم زد. او در نیمه‌نهایی لیگ قهرمانان آسیا ۲۰۲۰ در برابر تیم النصر نیز گل زد و این گل به عنوان زیباترین گل این رقابت‌ها انتخاب شد. او در فینال لیگ قهرمانان آسیا ۲۰۲۰ نخستین گل بازی را در برابر تیم اولسان هیوندای به ثمر رساند. اما در پایان مسابقه، تیم رقیب بود که به عنوان قهرمانی دست یافت.

## آمار باشگاهی
تاریخ به روز رسانی: ۱۷ اردیبهشت ۱۴۰۳
| باشگاه         | دسته           | فصل            | لیگ برتر | لیگ برتر | جام حذفی | جام حذفی | آسیا | آسیا | سوپر جام | سوپر جام | مجموع | مجموع |
| باشگاه         | دسته           | فصل            | بازی     | گل       | بازی     | گل       | بازی | گل   | بازی     | گل       | بازی  | گل    |
| -------------- | -------------- | -------------- | -------- | -------- | -------- | -------- | ---- | ---- | -------- | -------- | ----- | ----- |
| پرسپولیس       | لیگ برتر       | ۹۹–۱۳۹۸        | ۱۵       | ۴        | ۳        | ۰        | ۰    | ۰    | ۰        | ۰        | ۱۸    | ۴     |
| پرسپولیس       | لیگ برتر       | ۱۴۰۰–۱۳۹۹      | ۲۷       | ۹        | ۳        | ۲        | ۱۰   | ۳    | ۱        | ۰        | ۴۱    | ۱۴    |
| پرسپولیس       | لیگ برتر       | ۰۱–۱۴۰۰        | ۲۶       | ۷        | ۳        | ۲        | ۲    | ۰    | ۱        | ۰        | ۳۲    | ۹     |
| پرسپولیس       | لیگ برتر       | ۰۲–۱۴۰۱        | ۱۶       | ۱        | ۳        | ۰        | –    | –    | ۰        | ۰        | ۱۹    | ۱     |
| مجموع پرسپولیس | مجموع پرسپولیس | مجموع پرسپولیس | ۸۴       | ۲۱       | ۱۲       | ۴        | ۱۲   | ۳    | ۲        | ۰        | ۱۱۰   | ۲۸    |
| تراکتور (قرضی) | لیگ برتر       | ۰۳–۱۴۰۲        | ۲۰       | ۶        | ۲        | ۰        | ۰    | ۰    | –        | –        | ۲۲    | ۶     |
| مجموع تراکتور  | مجموع تراکتور  | مجموع تراکتور  | ۲۰       | ۶        | ۲        | ۰        | ۰    | ۰    | –        | –        | ۲۲    | ۶     |
| مجموع آمار     | مجموع آمار     | مجموع آمار     | ۱۰۴      | ۲۷       | ۱۴       | ۴        | ۱۲   | ۳    | ۲        | ۰        | ۱۳۲   | ۳۴    |

## افتخارات

### باشگاهی

#### پرسپولیس
- لیگ برتر خلیج فارس

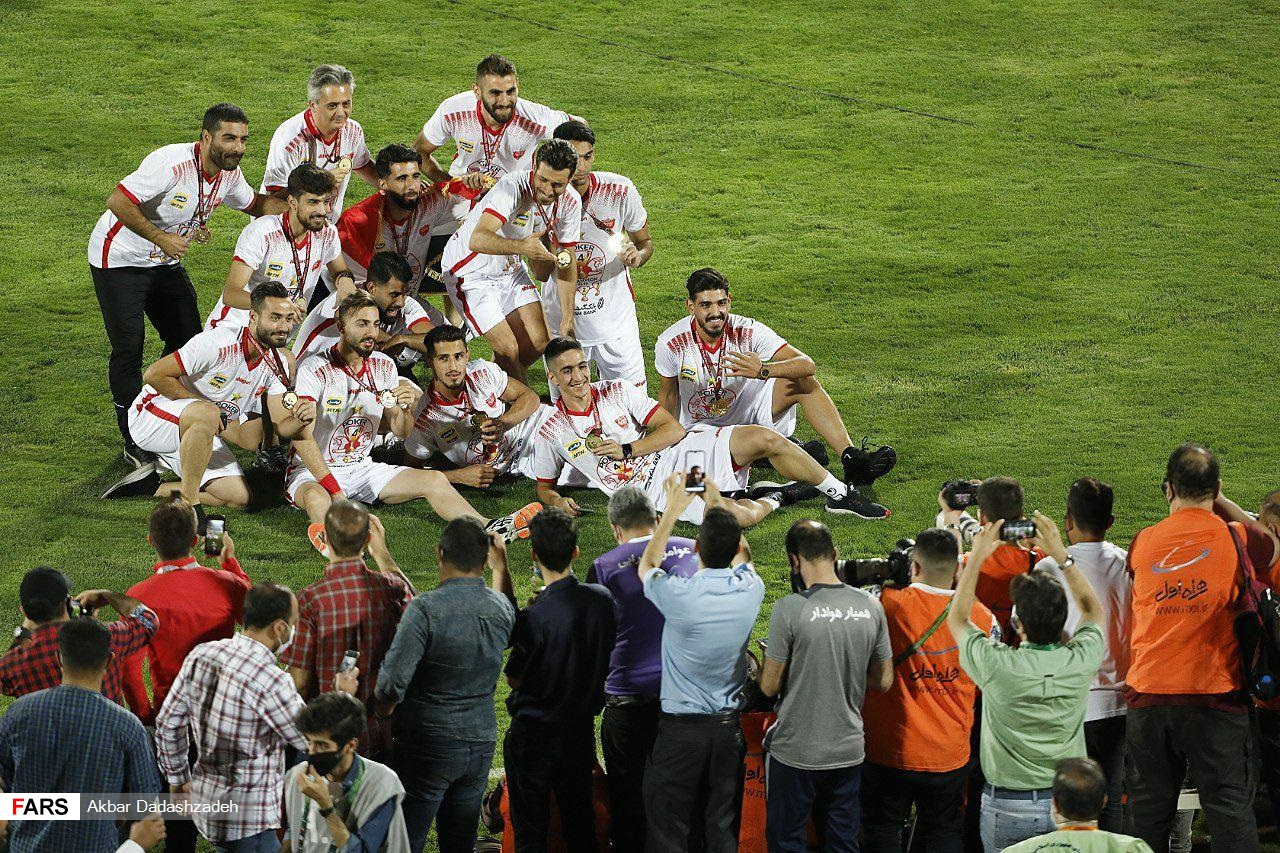
عبدی به همراه دیگر بازیکنان پرسپولیس در جشن قهرمانی در لیگ برتر فوتبال ایران ۹۹–۱۳۹۸

  - قهرمان (۳): ۱۳۹۹–۱۳۹۸، ۱۴۰۰–۱۳۹۹، ۰۲–۱۴۰۱
  - نایب‌قهرمان (۱): ۱۴۰۱–۱۴۰۰
- سوپر جام ایران
  - قهرمان (۲): ۱۳۹۹، ۱۴۰۲
  - نایب‌قهرمان (۱): ۱۴۰۰
- لیگ قهرمانان آسیا
  - نایب‌قهرمان (۱): ۲۰۲۰
- جام حذفی ایران
  - قهرمان (۱): ۱۴۰۲–۱۴۰۱

### فردی
- زنندهٔ زیباترین گل لیگ قهرمانان آسیا در سال ۲۰۲۰[۷]